# Palazzo Orsetti
Palazzo Orsetti o Palazzo Diodati Orsetti è un'antica costruzione di Lucca realizzata dalla famiglia Diodati nel Cinquecento, sulle fondamenta di un palazzo medievale. Oggi è una delle sedi del municipio di Lucca, per la precisione degli uffici del Sindaco e della Giunta.

## Storia
Nel palazzo nacque, il 17 settembre del 1541, Carlo Diodati; la tradizione vuole che il bambino venisse battezzato nel palazzo da papa Paolo III, avendo come padrino l'imperatore Carlo V. In effetti i due personaggi si trovavano in quei giorni a Lucca. Nel 1567 il Diodati, sospettato di eresia, emigrò a Ginevra. Nella città elvetica Carlo sposò Flaminia Micheli, anch'essa di origini lucchesi e dopo la morte di questa, in seconde nozze, Maria Mei, anch'essa lucchese. Da questo matrimonio nacque, nel 1576, Giovanni Diodati, grande teologo protestante e traduttore della bibbia. Nel 1661 e 1662 sarà Lelio Orsetti ad acquistare dagli eredi Diodati l'intero palazzo con l'arredamento che comprendeva anche i dipinti di Pietro Paolini di soggetto storico contemporaneo: la storia del Wallenstein, di cui è presente tuttora in palazzo solamente quello della morte dei seguaci del generale.
Nel 1963 l'edificio fu ceduto dalla famiglia Orsetti, insieme all'arredo superstite, al comune di Lucca per la cifra di 130 milioni di lire.

## Architettura

### L'esterno e il giardino
Di fronte al palazzo c'è il giardino per accedere al quale è necessario attraversare la via pubblica. Il giardino è delimitato da alte mura. Al suo interno alcuni alberi e al centro un pozzo. Il palazzo presenta due facciate imponenti, entrambe dotate di entrata monumentale. Le cornici in arenaria recano trofei in rilievo; alla sommità di un portale vi è un tritone, alla sommità dell'altro una sirena.

### Interno
Da entrambe le entrate si accede ad un lungo corridoio a metà del quale si apre uno scenografico scalone. Da un cortiletto cui si accede da Via Santa Giustina si entra in un ingresso secondario ove si trova il dipinto raffigurante "Santa Cecilia" realizzato da Onofrio Avellino. Al piano terreno, nell'ala settentrionale ci sono alcune belle stanze con pitture murali del XIX secolo. Sullo scalone sono vari dipinti raffiguranti anziani, gonfalonieri e senatori della Repubblica di Lucca. Sul pianerottolo si vedono "La congiura ai danni di Wallenstein" di Pietro Paolini e un "Amore e Psiche" del Pontormo.
Al primo piano si trovano varie belle sale tra cui risaltano quella detta degli Specchi e la Sala della Musica.

### Sala degli Specchi
Questa stanza rappresentava la sala da ballo del palazzo. È decorata con elementi originali del Settecento, mobili stile impero. La sala è usata per incontri ufficiali.

### Sala Verde
Questa sala costituiva il soggiorno del palazzo. Deve il suo nome ai tendaggi verdi ed alla tappezzeria verde in broccato che ricopre le pareti. Ad oggi è utilizzata per la celebrazione di matrimoni civili.

### Sala della Musica
Questa sala è arredata con mobili e tappezzeria originali. Presenta un bellissimo lampadario del Settecento e dei sontuosi tendaggi rossi. L'acustica della sala è stata particolarmente curata dall'architetto che la realizzò.

### Altre sale
Al piano nobile ci sono altre salette decorate in stile neoclassico in una delle quali si può vedere un bel quadro del XVII secolo con l'allegoria della Repubblica di Lucca recante il motto Charitas et Veritas Iustitia et Pax Osculatae Sunt. Al piano più alto dell'edificio le stanze sono disimpegnate da lunghi corridoi interni illuminati da prese di luce poste sul tetto. Nell'ala nord due stanze conservano i soffitti del XVI secolo con travi in legno decorati.